# 西地修哉
西地 修哉（にしじ しゅうや、1981年1月14日 - ）は、日本の男性俳優、声優。ヘリンボーン所属。高知県出身。

## 人物
1998年、高知から上京して、2000年、劇団花鳥風月に入団。
2008年、演劇ユニット726を旗揚げ。
趣味は読書、映画鑑賞、音楽鑑賞、熱帯魚飼育等。特技はバスケットボール 弾き語り、あなごさんのマネ等。

## 出演
太字はメインキャラクター。

### 劇場アニメ
- 劇場版 SHIROBAKO（2020年、本田豊[12]）

### Webアニメ
- モンスターストライク（2017年、サン・カモメーノ）

### ゲーム
- グランブルーファンタジー（2014年 - 2022年、パヴィーダ[13]）
- モンスターストライク（2017年、カモメーノ）
- 東京放課後サモナーズ（2024年 - 2025年、ヒッポリュトス[14]、ボヘミオ[15]）

### 映画
- ウルトラマンコスモスVSウルトラマンジャスティス THE FINAL BATTLE
- あらうんど四万十 ―カールニカーラン―

### テレビドラマ
- 月曜ミステリー劇場「十津川警部シリーズ27　九州特急『つばめ』殺人事件」
- 開局45周年記念ドラマスペシャル「砦なき者」
- ウルトラQ
- かすてぃら
- 夏目漱石の妻（2016年） ‐ 松根東洋城

### テレビ番組
- 行列のできる法律相談所（再現）
- 特命リサーチ200X（再現）
- 美の巨人（再現）
- 宝くじ、次は誰だ!（再現）

### Vシネマ
- 戦うパチプロ集団・梁山泊2
- 戦うパチプロ軍団・梁山泊4

### CM
- CMポスター
  - NTTDoCoMo「505i」
  - 家庭教師のトライ
- スチールポスター
  - リクルート

### シリーズ一覧
1. ↑  第1期（2013年）、第2期『2』（2017年）